# Max Grässli
Max Grässli, né le 4 mars 1902 à Aarau et mort le 29 juin 1985 à Zurich, est un diplomate suisse. 

## Biographie
Grässli commence à travailler en 1930 pour le Département fédéral des affaires étrangères suisse à la légation de Paris. Au cours de la Seconde Guerre mondiale, il est le chargé d'affaires par intérim de la Suisse, membre de la légation suisse à Washington DC ; à ce titre, il transmet de l'un à l'autre les communiqués officiels entre les gouvernements en guerre des États-Unis et du Japon. 

### Années d'après-guerre
Après la Seconde Guerre mondiale, il sert dans les missions diplomatiques suisses au Japon, en URSS, en Hongrie, en Inde, en Thaïlande et en Suède. 
En 1962, il est nommé au poste de chef de la division des affaires administratives du Département politique.
En 1966, il présente un rapport pour la compte des Nations unies sur l'importance économique du canal de Panama.

## Source de la traduction
- (en) Cet article est partiellement ou en totalité issu de l’article de Wikipédia en anglais intitulé « Max Grässli » (voir la liste des auteurs).